# Into Glory Ride
Into Glory Ride (с англ. — «По дороге славы») — второй студийный альбом американской рок-группы Manowar, вышедший в 1983 году.

## Об альбоме
Диск продолжает стилистическую линию дебютного Battle Hymns, более мелодичную, чем последующие работы.
Обложка альбома, на которой музыканты позируют в бутафорских костюмах варваров, стала объектом критики, и включена в «100 худших обложек альбомов всех времён» по версии пользователей RateYourMusic.
На песню «Gloves of Metal» был снят видеоклип с участниками Manowar в роли воинов-варваров.

## Список композиций
1. Warlord (4:15)
2. Secret of Steel (5:50)
3. Gloves of Metal (5:25)
4. Gates of Valhalla (7:12)
5. Hatred (7:42)
6. Revelation (Death’s Angel) (6:31)
7. March for Revenge (By the Soldiers of Death) (8:31)

Все композиции были написаны Джоуи Де Майо, кроме «Secret of Steel» и «Gloves of Metal», которые были написаны им вместе с Россом Фридменом.

## Участники записи
- Эрик Адамс (Eric Adams) — вокал,
- Джоуи Де Майо (Joey DeMaio) — четырёх- и восьмиструнная бас-гитара, пикколо-бас, бас-педали
- Росс Фридмен (Ross «The Boss» Friedman) — гитара, клавишные
- Скотт Коламбус (Scott Columbus) — ударные, перкуссия